# Sånglärkan 3

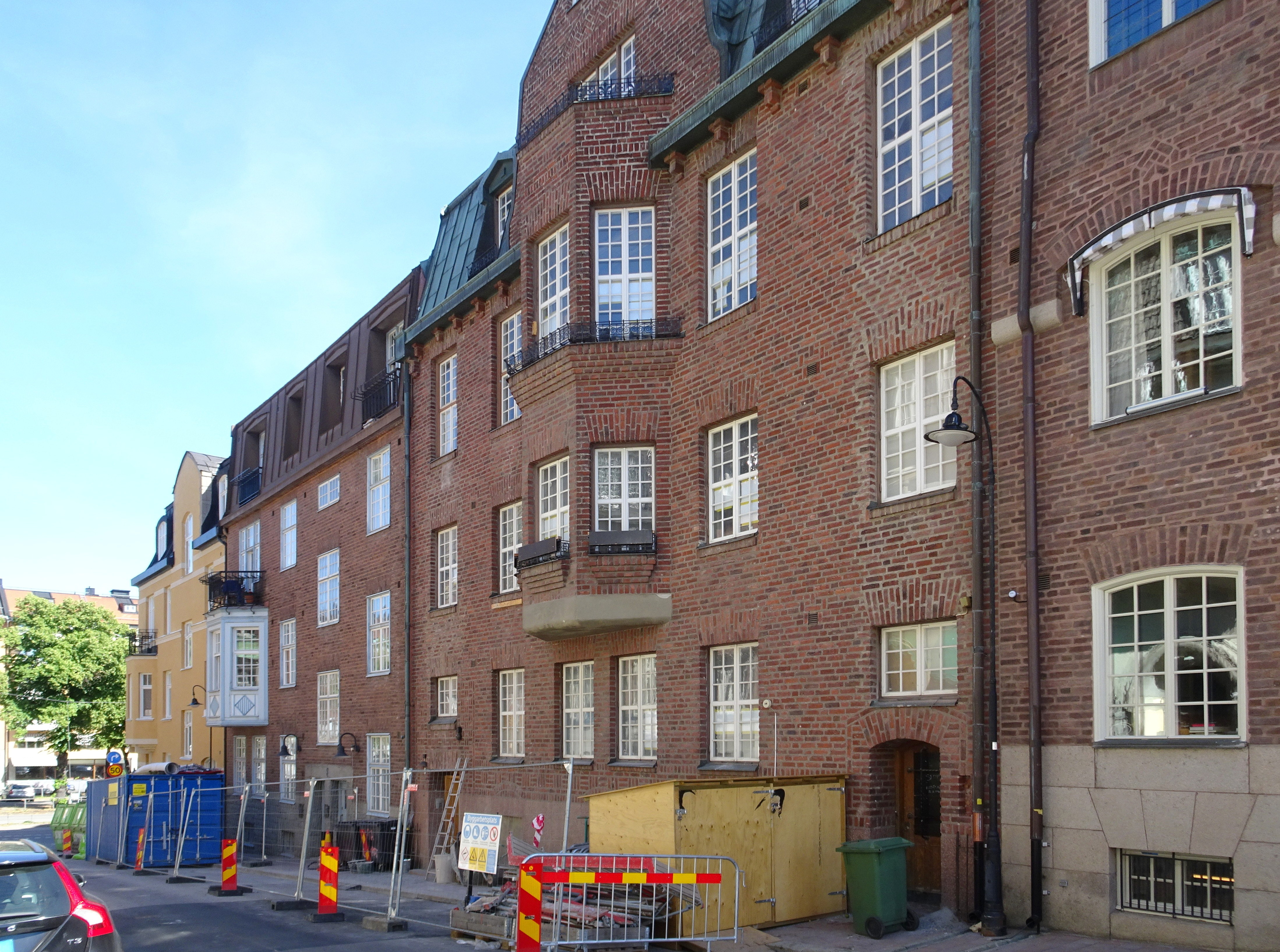
Sånglärkan 3 (närmast), 4 och 5 i augusti 2022.

Sånglärkan 3 är en kulturhistoriskt värdefull före detta villafastighet i kvarteret Sånglärkan i Lärkstaden på Östermalm i Stockholm. Villan vid Sköldungagatan 6 uppfördes 1912–1914 efter ritningar av arkitekten Konrad Elméus av och för byggmästaren Nils Andersson Wadsjö. Idag (2022) disponeras byggnaden av lyxhotellet ”Ett Hem” som även har sin verksamhet i intilliggande Sånglärkan 1 och Sånglärkan 2. Fastigheten är grönmärkt av Stadsmuseet i Stockholm vilket innebär "särskilt värdefull från historisk, kulturhistorisk, miljömässig eller konstnärlig synpunkt".

## Bakgrund

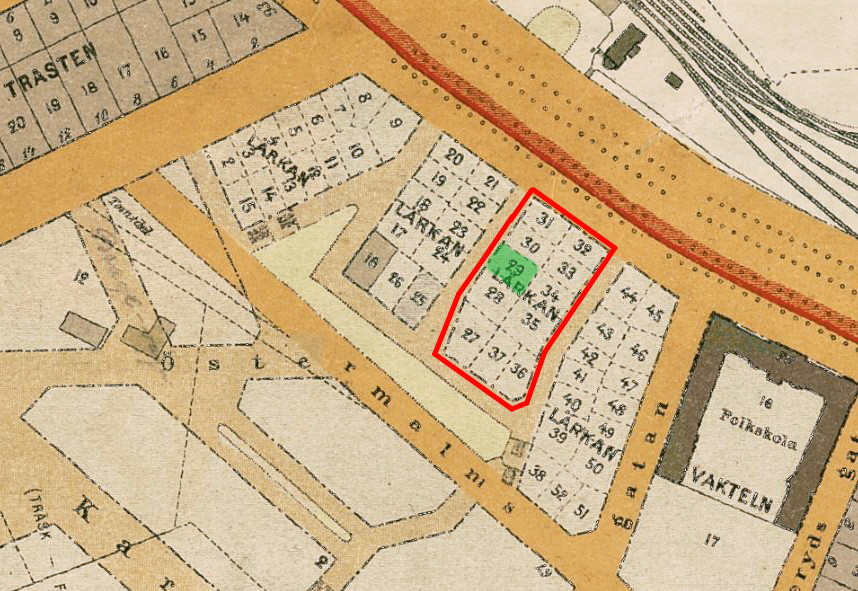
Kvarteret Lärkan 1909 med nuvarande Sånglärkan 3 (grön).

Tomten nummer 29 i dåvarande kvarteret Lärkan (sedermera namnändrad till Sånglärkan 3) förvärvades 1911 av byggmästaren Nils Andersson Wadsjö som anlitade arkitekten Konrad Elméus att gestalta huset. Tomten omfattade 333,5 kvadratmeter ”å fri och egen grund” såldes av Stockholms stad. Till tomten hörde även en liten trädgård. Allt kom att bi inhägnad med murar vilket inte motsvarade trädgårdsstadens idéer.

## Byggnadsbeskrivning

### Exteriör

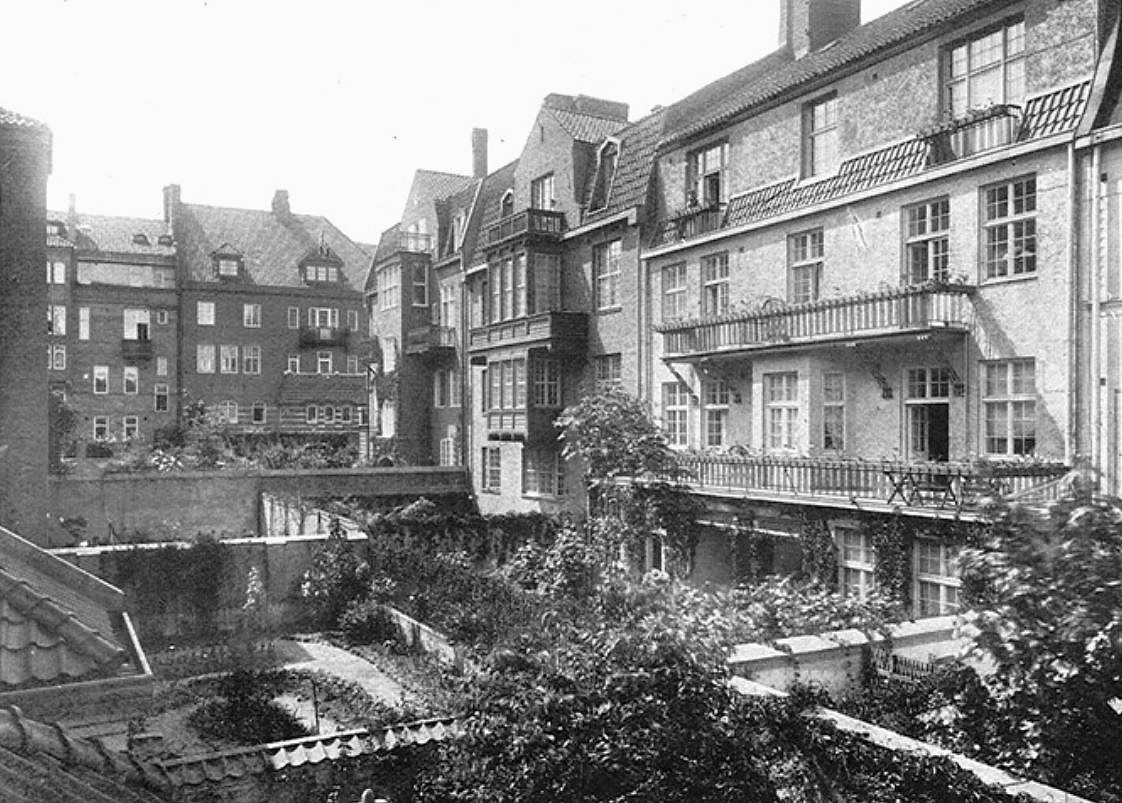
Gårdsfasad, Sånglärkan med tvåvåningskarnap i mitten, 1910-tal.

Sånglärkan 3 uppfördes i tre våningar med ett fjärde fullt inrett vindsplan. Fasaderna är murade i munkförband av hårdbränt rödbrunt tegel. De första skiften upp till fönstrens nederkant i bottenvåningen är mönstermurade. Sockel består av huggen rosa granit. Fönstren har småspröjsade rutor och är symmetriskt placerade. Mot gatan dominerar ett centralt placerat burspråk i två våningar som kröns av en balkong och som upptill fortsätter i en fronton ovanför takfoten. Burspråket har tegeldekorationer i form av utkragande stenar som bildar dels fönsterunderstycken och dels en fris på tredje våningen. Även gårdsfasaden var uppmurat i tegel och fick en fronton. Våning två och tre mot gården pryds av en tvåvåningskarnap i trä med balkong överst. Yttertaket är täckt med kopparplåt. Stilen är den för tiden typiska nationalromantiken, dock något striktare jämfört med grannhusen på Sånglärkan 1 och 2.

### Interiör
Stadsplanens ursprungliga intentioner för Lärkstaden med en- till tvåfamiljsvillor följdes inte. Av tillgängliga bygglovsritningar från 1912 och Stockholms adresskalender framgår att huset inreddes med fem lägenheter trots bestämmelser om högst två kök i varje fastighet. Detta kringgicks genom att våning 2 och 3 inreddes med en enda stor lägenhet i två etage om 8 rum och kök med hallar, salong, vardagsrum, matsal, sovrum, barnkammare, badrum och jungfrukammare samt interntrappa mellan våningarna. På våning 1 trappa ritade Elméus två lägenheter som han kallade ”ungkarlsbostad” respektive ”dubblett” båda utan kök. På bottenvåningen fanns en lägenhet om tre rum utan kök och en portvaktslägenhet om ett rum med kök. Källaren upptog pannrum med kolförråd, tvättstuga, strykrum, diverse förråd och ”personalens badrum”. I ett tidigare förslag fanns på källarplanet även ett bilgarage med port till gatan vilket inte kom till utförande. Till villans olika lägenheter ledde dels en huvudtrappa till våning två trappor och dels en smal köks- eller personaltrappa till samtliga plan. Tydligen godkändes upplägget och bygglov beviljades den 27 mars 1912.
Vid Stadsmuseets byggnadsinventering 1984 var interiören totalt förändrad på grund av de många ombyggnaderna genom tiden. Av ursprungliga inredningsdetaljer kvarstod endast något kälat innertak med profilerad list samt enstaka fyllningsdörrar. Enligt äldre fotografi har tidigare funnits öppen spis av marmor med dekorationsmålningar i Filip Månssons stil.

Originalritningar från 1912
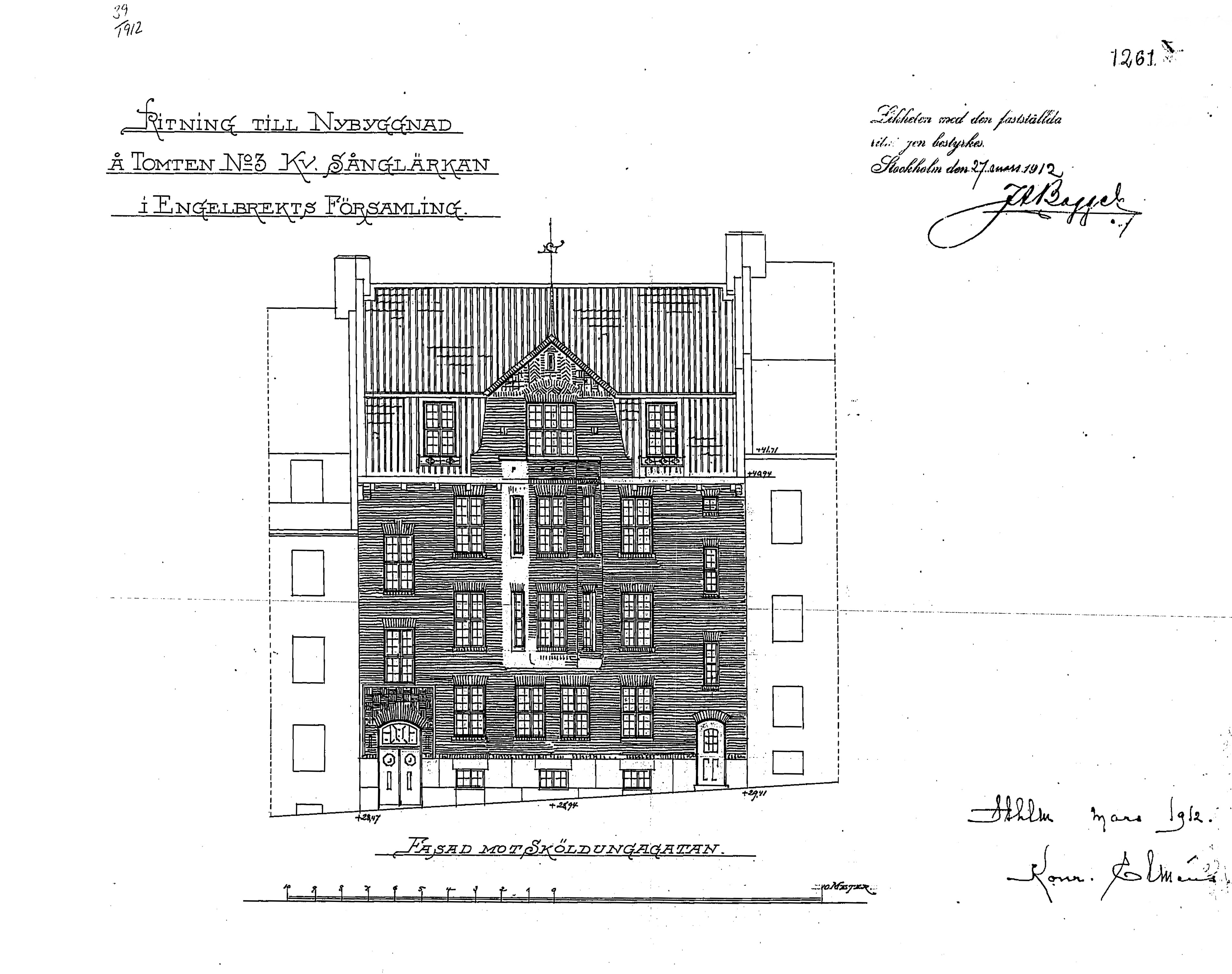
Fasad mot gatan.
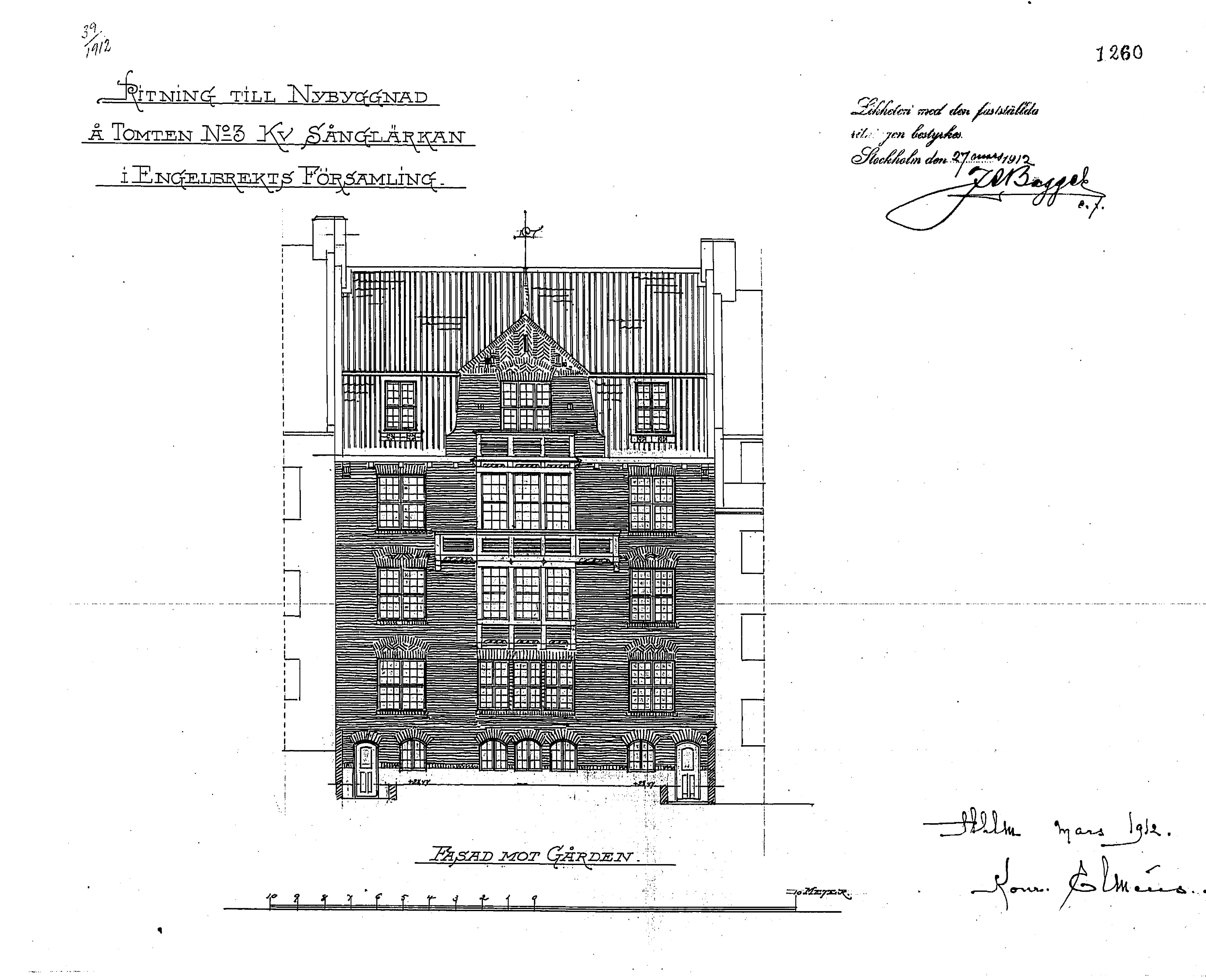
Fasad mot gården.
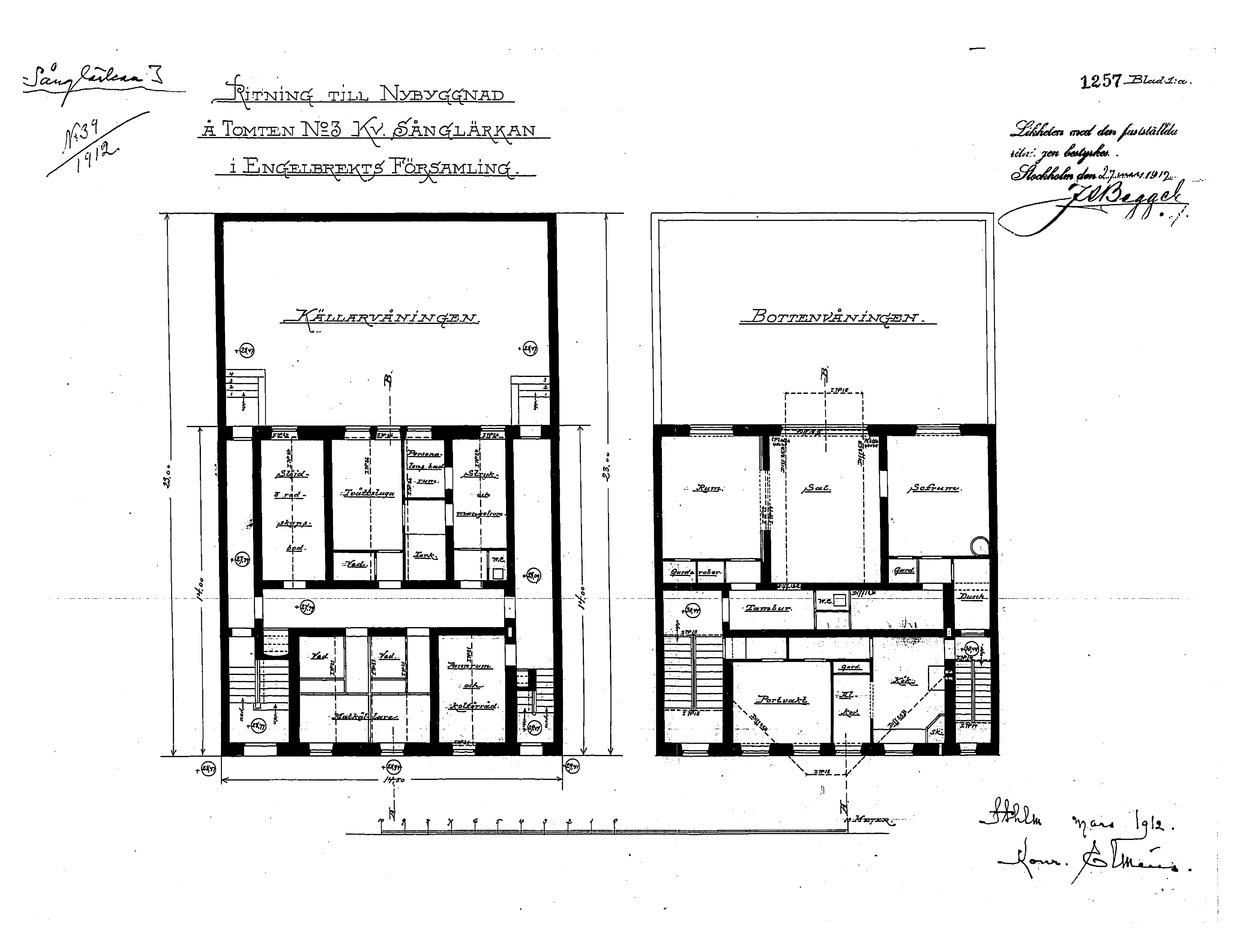
Källarvåning och bottenvåning.
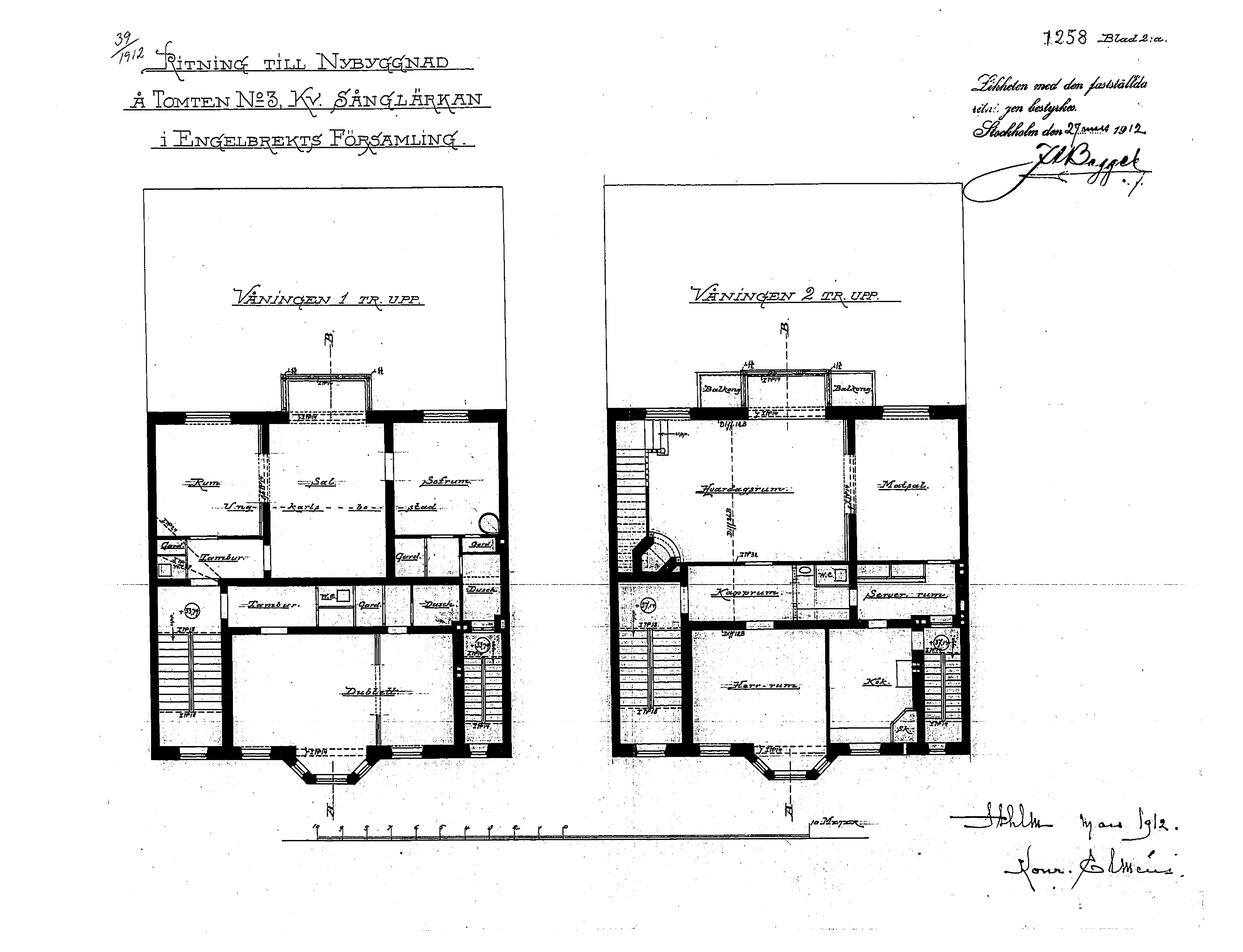
Våning 1 och 2 trappor.
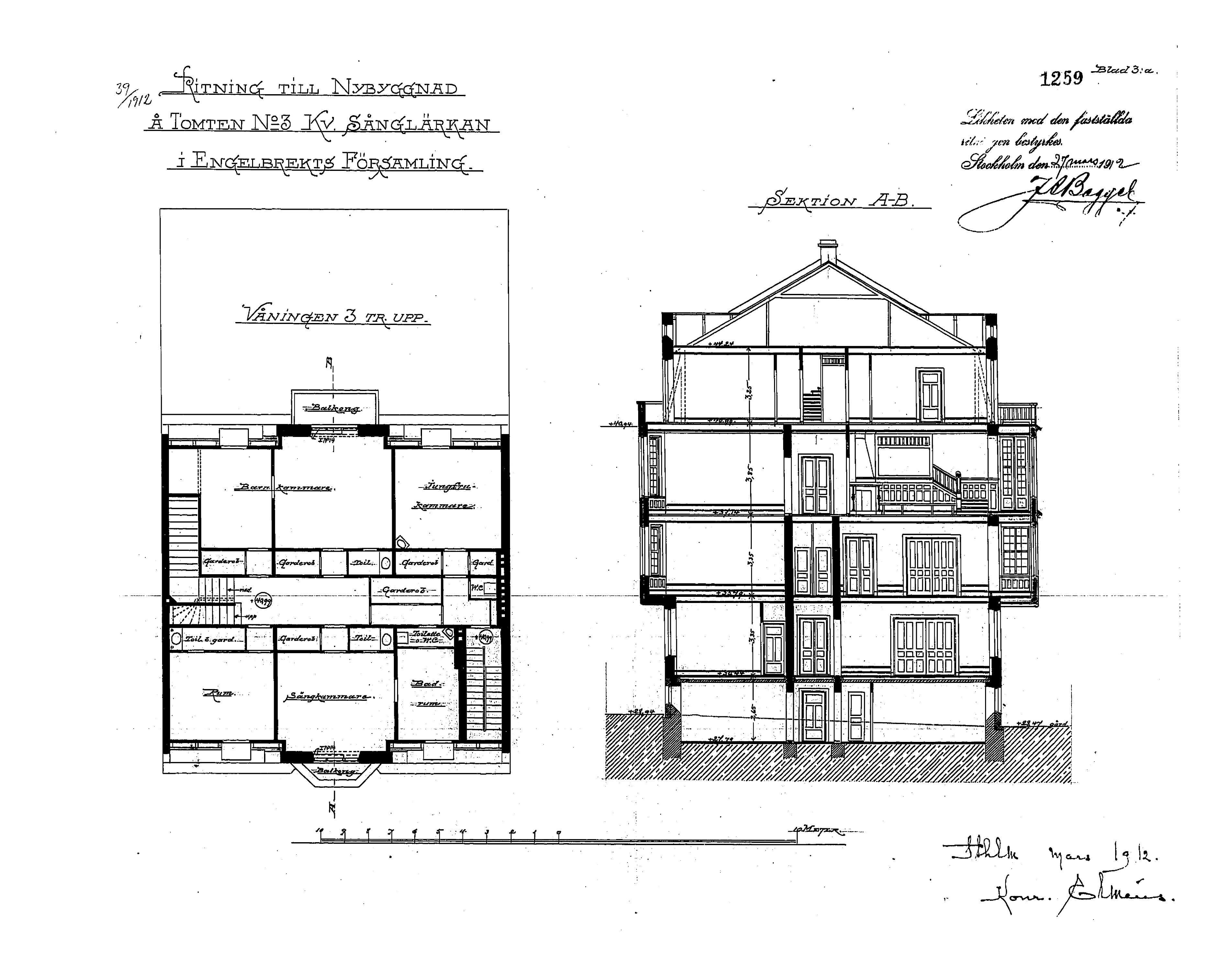
Våning 3 trappor och sektion.

### Husets vidare öden

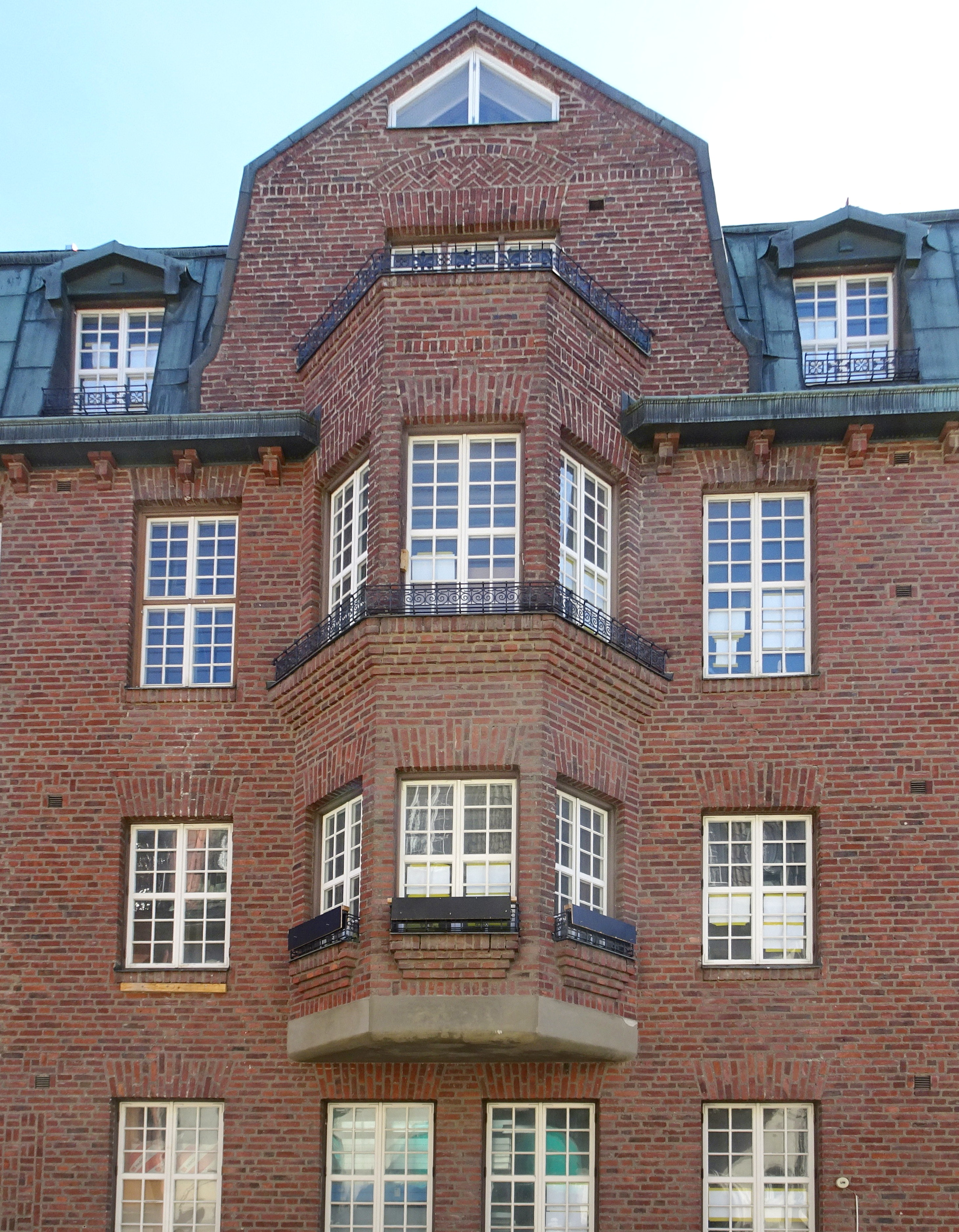
Sånglärkan 3, burspråk, 2022.

Byggmästaren N.J. Wadsjö bodde inte själv i huset, hans bostadsadress var vid denna tid Odengatan 28. Bland hyresgästerna på Sånglärkan 3 fanns bland annat en grosshandlare, en kassör och en kontorist. 1918 såldes fastigheten till direktör Gustaf Sylvén som även bodde i huset. 1926 anger Stockholms adresskalender bergsingenjören och kartografen Alfred Rudolf Lundgren som ägaren och enda boenden.
Stora förändringar skedde på 1970- och 1980-talen då fastigheten ägdes av Ränte- och Kapitalförsäkringsanstalten Stockholm som hade sin verksamhet här. Då slogs Sånglärkan 2 ihop med Sånglärkan 3 och interna kommunikationer mellan de båda husen öppnades. I samband med denna ombyggnad skedde omfattande förändringar i husets inre och flera ursprungliga interiörer förstördes. För ritningarna stod Sparbankernas Arkitektkontor. År 2010 ägdes båda fastigheter av Stiftelsen Riksbankens jubileumsfond som på sommaren 2018 sålde egendomen till finansmannen Harald Mix för 200 miljoner kronor.
Idag (2022) disponeras byggnaden av lyxhotellet ”Ett Hem” som även har sin verksamhet i intilliggande Sånglärkan 1 och Sånglärkan 2. För den ändrade verksamheten krävdes en detaljplaneändring som vann laga kraft i september 2020. Sedan 2020 samlas de ursprungliga fastigheterna Sånglärkan 2 och 3 under den gemensamma fastighetsbeteckningen Sånglärkan 1 medan Sånglärkan 1 är ändrad till Sånglärkan 12.